# Rudolf Doubek
Rudolf Doubek (* 23. März 1943; † 10. Mai 2013 in Vysoké nad Jizerou) war ein tschechoslowakischer Skispringer.

## Werdegang
Doubek gab sein internationales Debüt bei der Nordischen Skiweltmeisterschaft 1962 in Zakopane, wo er von der Normalschanze den 20. Platz erreichte. Nach zwei Jahren startete er bei der Vierschanzentournee 1964/65 erneut international. Dabei sprang er jedoch nur in Oberstdorf und konnte nach einem 44. Platz auf der Schattenbergschanze den 59. Platz der Tournee-Gesamtwertung erreichen.
Bei seiner zweiten Vierschanzentournee 1967/68 startete er bei allen Springen ausgenommen Oberstdorf. Trotz eher durchwachsener Platzierungen schloss er seine erfolgreichste Tournee mit 755,5 Punkten und damit Rang 20 der Tournee-Gesamtwertung ab. Fast zwei später bei der Vierschanzentournee 1969/70 startete er erstmals auf allen vier Schanzen und belegte zum Schluss Rang 28 der Gesamtwertung. Seine beste Platzierung war ein 18. Platz in Innsbruck.
Bei seiner letzten Vierschanzentournee 1970/71 konnte er seine Leistungen noch einmal steigern. In Bischofshofen erreichte er zudem mit Rang 17 sein bestes Einzelresultat. Die Tournee beendete er auf Rang 22 der Gesamtwertung.
Doubek war außerdem im Skilanglauf, Volleyball und vor allem im Fußball aktiv. Als Stürmer der Fußballmannschaft des TJ Vysoké nad Jizerou wurde er Rekordtorschütze. Nach Beendigung seiner aktiven sportlichen Laufbahn trainierte er die Fußballabteilung des Vereins und war später lange Zeit Präsident des TJ Vysoké nad Jizerou. Rudolf Doubek verstarb 2013 plötzlich im Alter von 70 Jahren.

## Erfolge

### Vierschanzentournee-Platzierungen
| Saison  | Platz | Punkte |
| ------- | ----- | ------ |
| 1964/65 | 59.   | 472,1  |
| 1967/68 | 20.   | 755,5  |
| 1969/70 | 28.   | 793,6  |
| 1970/71 | 22.   | 820,2  |